# Gató d'ametlla
El gató és un pastís típic mallorquí on l'ingredient principal és l'ametlla. Altres ingredients indispensables per a la seva preparació són sucre, llet i ous.
El gató es pot menjar sol o acompanyat de gelat (l'estiu) o de xocolata desfeta (l'hivern).
El mot gató prové del francès gateau 'pastís'.